# Phare de Tankar
Le phare de Tankar (en finnois : Tankarin majakka) est un phare situé sur l'île de Tankar à environ 15 km au nord-ouest du port de Kokkola sur le golfe de Botnie, en Ostrobotnie centrale (Finlande).
Le phare de Tankär est inscrit au répertoire des sites culturels construits d'intérêt national par la Direction des musées de Finlande en date du 22 décembre 2009.

## Histoire
Une marque de jour existait déjà depuis 1750 et consistait en un cairn d'environ 6 mètres de haut. Puis une lumière fut entretenue par une communauté religieuse.
Dès 1880, un projet de phare fut étudié pour remplacer l'amer de l'île Tankari. Le français Henry Lepaute de la société Gustave Eiffel en fut le concepteur. Les éléments métalliques furent assemblés dans l'usine Osberg à Helsinki et l'optique de 2e ordre fut réalisé à Paris.
Le phare fut mis en service le 15 octobre 1889. Il a été électrifié en 1961 et sa puissance lumineuse fut amenée de 13 milles nautiques d'origine à 27.5 milles nautiques. Son système optique utilisé est toujours celui d'origine.
Les bâtiments de la station ont été reconstruits en 1975 et rénovés en 1988. Le phare de Tankar reste une attraction touristique et sert essentiellement à la navigation de plaisance.

## Description
Le phare est une tour cylindrique en fonte de 30 mètres de haut, avec galerie et lanterne. La tour est peinte en rouge avec une bande centrale blanche et le dôme de la lanterne est gris. Il émet, à une hauteur focale de 38 mètres, un éclat blanc toutes les 3.5 secondes. Sa portée nominale est de 27.5 milles nautiques (environ 51 km).
Identifiant : ARLHS : FIN-065 - Amirauté : C4200 - NGA : 18224 .
|                     |
| La station actuelle |

|          |
| Le phare |